# Uvernet-Fours
Uvernet-Fours település Franciaországban, Alpes-de-Haute-Provence megyében. Lakosainak száma 502 fő (2022. január 1.). Uvernet-Fours Allos, Barcelonnette, Enchastrayes, Jausiers, Méolans-Revel, Saint-Pons, Les Thuiles, Entraunes és Saint-Dalmas-le-Selvage községekkel határos.

## Népesség
A település népessége az elmúlt években az alábbi módon változott:
| Lakosok száma | 217  | 526  | 543  | 622  | 579  | 583  | 586  | 594  | 562  | 502  |
|               | 1968 | 1982 | 1990 | 2006 | 2013 | 2015 | 2017 | 2019 | 2020 | 2022 |